# Козальчик, Яков
Яков Козальчик (ивр. יעקב קוזלצ'יק‎, 1902, Крынки, Польша — 13 июня 1953, Холон, Израиль) — еврейский силач, которого называли «Шимшон-Эйзен» («Железный Самсон», идиш שמשון-אייזן‎). Командир еврейской полиции в городке Крынки, начальник тюремного блока в Освенциме.

## Биография

### Детство и юность
Яков Козальчик родился в 1902 году в городке Крынки около Белостока в бедной еврейской семье дубильщика кожи Ицхака Козальчика и его жены Сары. Уже в юном возрасте выделялся своим большим мускулистым телом и огромной силой: ему было всего 7 лет, когда он привёл в изумление соседей, пронеся в зубах ведро с водой от колодца до дома родителей. Козальчик осиротел в возрасте 8 лет и был помещён в сиротский дом в Крынках. В это время он уже умел постоять за себя. Когда ему было 14, прогнал польских хулиганов, намеревавшихся устроить погром в городе. Память о пребывании в сиротском доме он пронёс через всю жизнь: в 1951 году выехал из Израиля в Лондон для серии выступлений по демонстрации силы своих мускулов с целью сбора денег на сиротские дома Иерусалима.
В возрасте 18 лет покинул Польшу и уехал к родственникам на Кубу, где работал грузчиком в порту Гаваны. В порту он также устраивал представления, демонстрирующие его недюжинную физическую силу: перетягивал канат против нескольких десятков человек, останавливал на ходу телегу, запряжённую бегущими лошадьми. Будучи молодым и сильным мужчиной, весившим 130 килограммов, поступил на работу в цирк профессиональных борцов; гастролировал в Америке, Мексике и Аргентине. В 1938 году вернулся в Европу в составе группы борцов разных национальностей, приглашённой в Варшавский цирк. Козальчик выступал в рубашке, на которой была нарисована огромная звезда Давида, чем вызывал восхищение еврейской молодёжи. Во время гастролей познакомился с женщиной из города Сокулка, женился на ней и остался в Польше, когда группа борцов уехала.

### В годы Второй мировой войны
В 1941 году немецкие войска захватили Крынки, где в то время жил Козальчик с женой и двумя детьми. Во время боя на территорию города упала немецкая бомба весом 100 кг и не взорвалась. Козальчик на руках отнёс бомбу в поле за городом. Немцы дали ему прозвище «Бомботраген» (с нем. — «носящий бомбу») и назначили командиром полиции гетто Крынки. В ноябре 1942 года гетто было ликвидировано, почти всех жителей, среди них жену и детей Козальчика, отправили в Треблинку. В Крынках, для работы на лагерном заводе, оставили только 350 человек под руководством Козальчика. 23 января 1943 года их посадили в поезд на Освенцим. По дороге Яков сломал окно и помог молодым парням и девушкам спрыгнуть с поезда. Сам он не смог вылезти — дыра была слишком мала для его огромных размеров.
Козальчик прибыл в Освенцим. Его огромная физическая сила произвела сильное впечатление на немцев, поэтому его назначили начальником блока № 11 — лагерной тюрьмы. Среди евреев лагеря Яков впервые приобрёл кличку «Шимшон-Эйзен». Он отвечал за заключённых в 28 камерах блока, приносил им еду и убирал блок. В его обязанности входило также приводить в исполнение наказания в виде ударов палками и доставлять приговорённых к смертной казни к «Чёрной стене» во дворе блока. Козальчик использовал своё положение в лагере для помощи заключённым: имея доступ к еде, тайно давал хлеб заключённым и детям; использовал свою физическую силу для защиты обессилевших узников, многих спас от смерти. Не раз он рисковал жизнью для спасения детей, приговорённых к повешению. При необходимости давал отпор не только уголовникам, занимавшим большинство должностей в лагере, но и солдатам СС. Многие пытались отомстить ему, но эти попытки не имели успеха.
В книге «Из долины убийства к Вратам в долину» бывший заключённый Освенцима Бени Вирцберг пишет:

Человек, который безраздельно властвовал в этом месте [в тюремном блоке], исполнявший одновременно должности и капо, и начальника блока, был, как ни странно, еврей, огромного роста и широкоплечий, каких нечасто встретишь. Его звали Яков. Никто не знал, из какой он страны. Одни думали, что он поляк, другие говорили, что бельгиец или даже американец. Он был выше и шире в плечах, чем все остальные обитатели лагеря, включая эсэсовцев. Был необыкновенно силён, за что евреи лагеря прозвали его «Шимшон-Эйзен». И действительно, он мог согнуть железный прут толщиной с рельс. Этого человека немцы называли «всемогущим» в Освенциме, несмотря на то что у него на груди, рядом с личным номером, была звезда Давида. Его боялись и немцы, и даже эсэсовцы разных званий. Это был добрый человек и мягкий по отношению к еврейским детям, мы не раз получали от него конфеты. 
Оригинальный текст (иврит)
האיש ששלט במקום זה שליטה ללא מצרים, ושימש למעשה 'קאפו' וראש בלוק גם יחד, היה דווקא יהודי, רחב מידות במידה בלתי-שכיחה, קראו לו יעקב. ארץ מוצאו לא ידע איש. היו שחשבו שהוא פולני, אחרים אמרו שהוא בלגי או אפילו אמריקאי. מכל מקום היה רחב, גבוה משכמו ומעלה מכל אנשי המחנה, כולל חיילי הס.ס. היה חזק באופן בלתי רגיל, ויהודי המחנה כינוהו "שמשון אייזן". ואמנם ידע לעקם ברזל בעובי של פסי-רכבת. איש זה הגרמנים מינוהו 'כל-יכול' במחנה אושוויץ, אף על פי שעל חזהו התנוסס ליד מספרו האישי סמל 'מגן דוד'. גם אסירים ממוצא גרמני, ואפילו אנשי ס.ס. בעלי דרגות שונות, פחדו מפניו. טוב-לב היה ורך כלפי ילדים יהודים, ולא פעם זכינו לקבל ממנו סוכריות.

— «Из долины убийства к Вратам в долину», стр. 53
18 января 1945 года, в связи с приближением наступающей Красной армии, немцы выгнали из Освенцима несколько тысяч заключённых и заставили их идти пешком на запад — начался марш смерти. Среди этих заключённых был Яков Козальчик, а также Джордж Гинзбург, описавший позднее эти события в книге «Воля к жизни» (англ. A will to live). Огромные размеры Козальчика и сила его мышц превратились во время марша смерти из преимущества в серьёзное препятствие, он был болен и передвигался с трудом. Друзья помогали ему идти, а иногда даже несли на носилках. После короткой остановки в концлагере Гросс-Розен узники продолжили движение на запад и прибыли в концлагерь Лейтмериц в Чехии.
В Лейтмерице Козальчик был капо, а также отвечал за наказания заключённых. Бывший узник Лейтмерица Исси Хан (англ. Issy Hahn) в книге «Пожизненный приговор памяти» (англ. «A life sentence of memories») рассказывает о том, что Яков Козальчик помогал заключённым: доставал для них еду и облегчал наказания. Он, в частности, описывает наказание заключённого за кражу нескольких картофелин:

Немцы предполагали, что он проведёт наказание в соответствии со своими размерами и силой… Когда они вдвоём вошли в контору [Якова], Яков сказал заключённому: «Я буду хлестать по стулу, а ты кричи». Яков начал бить… стул, а заключённый при каждом ударе вскрикивал достаточно громко, чтобы его крики были слышны по всему лагерю. 
Оригинальный текст (иврит)הגרמנים ציפו שהוא יבצע את העונש בהתאם למימדו וכוחו… כשהשניים נכנסו למשרד [של יעקב], אמר יעקב לאסיר: "אני אצליף בכיסא ואתה תצרח". יעקב החל מכה את… הכיסא, כאשר בכל הצלפה האסיר צורח מספיק חזק כדי שצעקותיו יישמעו ברחבי המחנה.

— «Пожизненный приговор памяти», стр. 115—116
После войны Исси Хан поселился в Лондоне. В 1951 году он встретился там с Козальчиком, когда тот был там на гастролях.

### После освобождения
После освобождения Козальчик занимался сбором выживших в Холокосте евреев, в основном детей, для переправки их в Палестину. В этой работе он сотрудничал с бойцами Еврейской бригады. Только в июне 1946 года он покинул Европу и прибыл в Палестину на корабле Бирия.
Открыл киоск в Холоне, но вскоре сдал его в аренду и начал разъезжать по стране с выступлениями в качестве «железного человека» под псевдонимом «Шимшон-Эйзен». На сцене он обычно сгибал рельсы, вбивал в стену голыми руками 6-дюймовые гвозди, разрывал железные цепи. Во время Войны за независимость был мобилизован в армию в качестве «театра одного актёра». В сентябре 1946 года в газете Га-Арец была опубликована статья с обвинениями Козальчика в сотрудничестве с нацистами. В ответ Козальчик обратился в редакцию с опровержением этих обвинений. Он привёл с собой молодых ребят, переживших Освенцим, которые свидетельствовали, что эти обвинения — ложь, и что Козальчик помог многим евреям. В октябре того же года в газете «Давар» было опубликовано, что обвинения вновь появились в газете «Лодзер Тогблат» и что Козальчик подал иск против газеты. При этом в Давар также сообщалось, что Козальчик спас много евреев. Однако слухи о том, что Шимшон-Эйзен был капо, продолжались и через несколько лет полностью уничтожили его артистическую карьеру.
В 1953 году Польша и Чехословакия потребовали от Израиля выдачи Козальчика по подозрению в сотрудничестве с нацистами. Министерство юстиции Израиля проверило эти требования, после полицейского расследования с Козальчика были сняты все подозрения и Израиль отказался выдать его. Чехословакия представила отказ в выдаче Козальчика как пример враждебной политики Израиля по отношению к Восточной Европе. 3 марта 1953 года газета «Давар» сообщала о реакции СССР на эти события: 

Сегодня в разделе «Сообщения из-за границы» московское радио первым пунктом цитировало заявление агентства новостей Чехословакии об отказе Израиля выдать Якова Козальчика — «военного преступника Чехословакии, живущего в Тель-Авиве». Далее диктор добавил: «Это ещё один пример преступной политики министра иностранных дел Израиля Шарета». Затем передали сообщение газеты Правда, в котором снова цитировалось заявление Чехословакии. В газете также указывалось, что отказ Израиля выполнить требование Чехословакии «является дополнительным доказательством отношения Израиля к лагерю мира».
Оригинальный текст (иврит)במדור ידיעות מחו"ל ציטט היום רדיו מוסקוה כידיעה ראשונה הודעת סוכנות הידיעות הצ'כית על סירובה של ישראל להסגיר את יעקב קוזלצ'יק — "פושע מלחמה צ'כי שהתגורר בתל-אביב". הקריין הוסיף ואמר: זוהי אחת הדוגמאות הנוספות למדיניות הנפשעת של שר החוץ הישראלי שרת. אחר כך שודרה הידיעה מ"פראבדה" ובה שוב צוטטה ההודעה הצ'כית. העתון הוסיף, כי אי-היענותה של ישראל לפנייה הצ'כית "משמשת הוכחה נוספת ליחסה של ישראל למחנה-השלום".

Обвинения в сотрудничестве с нацистами были сильным ударом для Козальчика. Он ослабел, впал в депрессию, большую часть времени проводил дома, не вставая с кровати. Вечером 13 июля 1953 года в возрасте 51 года Яков Козальчик умер от разрыва сердца в своём доме в Холоне. Похоронен на кладбище Кирьят-Шауль в Тель-Авиве.

## Истории помощи и спасения
- Стефан Ясенский (пол. Stefan Jasieński) — герой польского подполья во время Второй мировой войны[16]. В составе группы десантников был сброшен на территорию оккупированной Польши 13 марта 1943 года. В 1943—1944 годах сначала выполнял задания подполья в районе Варшавы и следил за перемещениями немецких войск, а позднее был связным между руководством Армии Крайовой и подпольем в Освенциме. Был схвачен немцами 28 августа 1944 года и, будучи раненым, помещён в больницу Освенцима, а вскоре переведён в 21 камеру тюремного блока. Здесь Ясенский познакомился с Яковом Козальчиком. Арест Ясенского представлял потенциальную опасность для всего подполья, в связи с чем продолжение связи с ним представляло особую важность. Яков передавал сообщения и записки от Стефана представителям подполья и обратно. Кроме того, Козальчик обеспечивал Ясенского дополнительной едой и лекарствами.

Ясенский, который перед войной был студентом архитектуры, во время пребывания в тюрьме рисовал на стенах и на двери. Эти рисунки сохранились. На двери Ясенский, в знак благодарности за помощь, нарисовал портрет Козальчика в шапке узника. Ясенский был казнён между 3-м и 8-м января 1945 года.
- Ян Пилецкий (пол. Jan Pilecki) — член польского подполья в Освенциме, по образованию инженер. Прибыл в Освенцим 20 июня 1940 года в числе первых польских политзаключённых — представителей интеллигенции, настроенной оппозиционно по отношению к нацистскому режиму; позднее примкнул к подполью. В связи с необходимостью получать информацию о том, что происходит на допросах, руководство подпольем внедрило Пилецкого в тюремный блок на должность писаря. В ноябре 1942 года, когда Пилецкий заступил на эту должность, начальник блока активно сотрудничал с нацистами, был предельно жесток с заключёнными, а также воровал реквизированные вещи. В конце января 1943 года Козальчик был назначен заместителем начальника тюремного блока[19].

Яков Козальчик и Ян Пилецкий стали друзьями. Пилецкий убедил Якова, что для того, чтобы помочь узникам, он должен заслужить доверие нацистского руководства. По совету Пилецкого, Козальчик раскрыл руководству политического отдела факт кражи начальником блока реквизированных ценных вещей. В результате начальника перевели в другой блок, а начальником тюремного блока стал Козальчик. Ситуация в блоке №11 изменилась: Яков помогал Пилецкому в его подпольной работе и обеспечивал передачу записок заключённым и от них. По свидетельству Пилецкого, Яков рисковал жизнью и несколько раз получал наказание палками, но благодаря ему были спасены жизни многих заключённых, среди них — невесты Пилецкого, ставшей впоследствии женой. Ян Пилецкий выжил; в 1980-е годы Джозеф Чарнецкий (англ. Joseph P. Czarnecki) встречался с ним и узнал от него историю Козальчика.
- Зеэв Лирон (Зеэв Лирон[ивр.]) — боевой лётчик, полковник Военно-воздушных сил Израиля. Во время Второй мировой войны был узником Освенцима. За подготовку побега Зеэв, его брат и их друг были приговорены к смертной казни и помещены в тюремный блок. Яков спас жизнь всем троим, спрятав их от нацистов на то время, когда должна была проводиться казнь[21]. Позднее их отправили в Биркенау, откуда позднее Зеэву удалось бежать[22][23]. Свидетельства Лирона о начальнике тюремного блока сыграли важную роль в реабилитации имени Козальчика.

## Комментарии
1. ↑  Его кличка состоит из двух слов на идише: Самсон (идиш שמשון‎) и железо (идиш אייזן‎)
2. ↑  О лагерной тюрьме см. также Аушвиц I
3. ↑  Лейтмериц — один из филиалов концентрационного лагеря Флоссенбюрг
4. ↑  Цитата приводится по книге Амира Хаскеля «Начальник блока 11»
5. ↑  Фотография одного из рисунков Ясенского представлена в статье Stefan Jasieński — Patron Naszej Szkoły Архивная копия от 2 июля 2014 на Wayback Machine
6. ↑  Фотография портрета Козальчика в камере 21 представлена в книге Амира Хаскеля «Начальник блока 11», между стр. 96—97